# 日本21世紀ビジョン
日本21世紀ビジョン（にほん21せいきビジョン）とは、内閣府によって示されている、今後の日本の経済と政策に関する理念と方向性。これは2030年ごろまでの先を睨み、構造改革によって実現される日本の形というものを、明確かつ体系的に示すことにより、国民間の認識の共有を図ることが目指されている。これは日本の政策運営の中長期的な指針のみならず、日本の将来に関する国民の議論にも資するということが期待される。日本21世紀ビジョンでは、これからの日本というのはどのような流れを迎えるかということが示され、それに対して何もしなければどのような形で衰退するのかということが示され、そのような衰退の道を辿らないためにはどのようにするべきであるかということが示されている。

## 書籍
- 日本21世紀ビジョン ISBN 978-4173120024